# Wappen des Kaliningrader Gebietes

Wappen des Kaliningrader Gebietes

Das Wappen des Kaliningrader Gebietes wurde Anfang Juli 2006 eingeführt, um eine neue, russische Identität für die Oblast Kaliningrad zu bilden.
Das Wappen zeigt eine silberne Festung im angedeuteten Tudorstil mit zwei Türmen und offenem Tor auf rotem Hintergrund. Unterhalb der Festung befinden sich blaue Wellen mit fünf gelb ausgefüllten Kreisen. Zwischen den Türmen befindet sich das Monogramm der Zarin Elisabeth. Umgeben wird das Wappen von einem roten Band, auf dem Wappen befindet sich eine offene Krone, wie sie das alte Königsberger Wappen dreimal zeigte.
Der rote Hintergrund des Wappens symbolisiert die kriegerische Vergangenheit des Gebietes und gleichzeitig die Rote Armee, welche das Gebiet für die Sowjetunion erobert hatte. Ebenso symbolisiert das umgebende rote Band den Lenin-Orden, welchen das Gebiet zu Zeiten der Sowjetunion erhalten hat. Es symbolisiert damit die sowjetische Vergangenheit der Region. Die blauen Wellen mit den gelben Kreisen symbolisieren die Lage am Bernsteinmeer, also der Ostsee. Die Krone und das Monogramm symbolisieren die Zeit der Zarin Elisabeth. Unter ihrer Herrschaft im Siebenjährigen Krieg hatte Russland die Region in den Jahren 1757–1762 annektiert. Die Festung schließlich symbolisiert einerseits die Stadt Kaliningrad mit ihrer militärischen Bedeutung, andererseits auch das alte Königsberg. Die offenen Tore sollen Offenheit symbolisieren. Die Farben des Wappens sind die Farben der russischen Trikolore, ergänzt um das Gelb des Bernsteins.
Teile des Wappens finden sich auch in der Flagge des Kaliningrader Gebietes wieder.